# Critical Reviews in Analytical Chemistry
Critical Reviews in Analytical Chemistry (abrégé en Crit. Rev. Anal. Chem.) est une revue scientifique à comité de lecture. Ce trimestriel publie des articles de revue concernant tous les aspects de la chimie analytique.
D'après le Journal Citation Reports, le facteur d'impact de ce journal était de 1,618 en 2014. Actuellement, le directeur de publication est C. H. Lochmüller (Université Duke, États-Unis).